# Gibanje oboroženih sil
Gibanje oboroženih sil ( portugalsko Movimento das Forças Armadas Movimento das Forças Armadas; MFA ) je bila organizacija nižjih častnikov v portugalskih oboroženih silah . Odgovorna je bila za spodbujanje revolucije nageljnov in vojaškega udara v Lizboni leta 1974, ki je končal portugalski korporativistični režim Nove države ( Estado Novo ) in povedel do zaključka portugalske kolonialne vojne, ki je vodila do neodvisnosti portugalskih kolonij v Afriki. Gibanje oboroženih sil je ob razglasitvi novega predsednika Antonia de Spínole, 26. aprila 1974, ustanovilo hunto nacionalne rešitve ( Junta de Salvação Nacional ) kot začasno nacionalno vlado med leti 1974 in 1976.